# Eleccions legislatives gregues de juny de 1989
Les eleccions legislatives gregues de juny de 1989 se celebraren el 18 de juny de 1989. El partit més votat fou el Nova Democràcia, i el seu cap Constantinos Mitsotakis, va formar govern.

## Resultats
| Partit | Partit                                                     | Líder                      | Vots      | %     | +/–   | Escons | +/– |
| --- | ---------------------------------------------------------- | -------------------------- | --------- | ----- | ----- | ------ | --- |
| | Nova Democràcia                                            | Constantinos Mitsotakis    | 2,887,488 | 44,3% | +3,5% | 145    | +19 |
| | PASOK                                                      | Andreas Papandreou         | 2,551,518 | 39,1% | -6,7% | 125    | -36 |
| | Coalició d'Esquerra i Progrés                              | Charilaos Florakis         | 855,944   | 13,1% | +4,0% | 28     | +16 |
| | * Partit Comunista de Grècia                               | Charilaos Florakis         |           |       |       | 22     |     |
| | * Esquerra Grega (Elliniki Aristera)                       | Leonidas Kyrkos            |           |       |       | 4      |     |
| | * Esquerra Unida Democràtica                               |                            |           |       |       | 1      |     |
| | * Independent                                              |                            |           |       |       | 1      |     |
| | DIANA                                                      | Konstantinos Stefanopoulos | 65,614    | 1,0%  | -     | 1      | -   |
| | Llista Musulmana Independent                               |                            | 34,145    | 0,5%  | +0,2% | 1      | +1  |
| | Unió Política Nacional                                     |                            | 21,149    | 0,3%  | -0,0% | -      | -   |
| | Partit Comunista de Grècia (Interior)-Renovació d'Esquerra | Yiannis Banias             | 18,114    | 0,3%  | -1,5% | 0      | -1  |
| | Democràcia cristiana                                       |                            | 11,450    | 0,2%  | -     | -      | -   |
| | Partit Liberal                                             |                            | 9.001     | 0,1%  | -     | -      | -   |
| | Moviment Ecologista Grec                                   |                            | 2.079     | 0,1%  | -     | -      | -   |
| | Unió de Centre                                             |                            | 7.770     | 0,2%  | -     | -      | -   |
| | Altres                                                     |                            | 50.836    | 0,8%  | -     |        | -   |
| Vots vàlids | Vots vàlids                                                | 6.521.211                  | 100.00    |       | 300   |        |     |
| Vots nuls | Vots nuls                                                  | 148.017                    |           |       |       |        |     |
| Total | Total                                                      | 6,669,228 (84,5%)          |           |       |       |        |     |
| Font: Thomas T. Mackie (April 1992). "General elections in Western Nations during 1989". European Journal of Political Research 21 (3): 317–332 |                                                            |                            |           |       |       |        |     |